# Gymnocarcelia languida
Gymnocarcelia languida är en tvåvingeart som först beskrevs av Walker 1858.  Gymnocarcelia languida ingår i släktet Gymnocarcelia och familjen parasitflugor. Inga underarter finns listade i Catalogue of Life.